# Richard Baum (Romanist)
Richard Baum (* 1937 in Trachenberg, Kreis Militsch, Provinz Schlesien) ist ein deutscher Romanist, Mediävist und Sprachwissenschaftler.

## Leben
Baum promovierte 1966 an der Sorbonne bei Félix Lecoy mit der Thèse de 3e cycle Recherches sur le lai en France au moyen âge (erschienen u. d. T. Recherches sur les œuvres attribuées à Marie de France, Heidelberg 1968). Er wurde an der Universität des Saarlandes Assistent von Hans Helmut Christmann und habilitierte sich 1974 mit der Schrift Dependenzgrammatik. Tesnières Modell der Sprachbeschreibung in wissenschaftsgeschichtlicher und kritischer Sicht (Tübingen 1976). Er war zuerst Professor für Romanische Philologie an der Universität Bonn, ab 1977 (als Nachfolger von Hans-Wilhelm Klein) Ordinarius an der RWTH Aachen (bis zu seiner Emeritierung).
Baum ist Herausgeber der Reihen Romanica et Comparatistica. Sprach- und literaturwissenschaftliche Studien (Tübingen 1983 ff; mit Willi Hirdt) und Abhandlungen zur Sprache und Literatur (Bonn 1986 ff).

## Werke (Auswahl)
- (Hrsg.) Wolfgang Rothe, Phonologie des Französischen. Einführung in die Synchronie und Diachronie des französischen Phonemsystems, 2. durchgesehene und ergänzte Auflage, Berlin 1978
- (Hrsg. mit Franz Josef Hausmann und Irene Monreal-Wickert) Sprache in Unterricht und Forschung. Schwerpunkt Romanistik, Tübingen 1979
- (Hrsg. mit Willi Hirdt) Dante Alighieri 1985. In memoriam Hermann Gmelin, Tübingen 1985
- Hochsprache, Literatursprache, Schriftsprache. Materialien zur Charakteristik von Kultursprachen, Darmstadt 1987 (spanisch Barcelona 1989)
- (Hrsg.) Sprachkultur in Frankreich. Texte aus dem Wirkungsbereich der Académie française, Bonn 1989
- (Hrsg. mit Jörn Albrecht) Fachsprache und Terminologie in Geschichte und Gegenwart, Tübingen 1992
- (Zusammenarbeit) Romanistik, eine Bonner Erfindung, hrsg. von Willi Hirdt, 2 Bde., Bonn 1993
- (Hrsg. mit Klaus Böckle, Franz Josef Hausmann und Franz Lebsanft) Lingua et Traditio. Geschichte der Sprachwissenschaft und der neueren Philologien, Tübingen 1994
- (Hrsg. mit Béatrice Dumiche und Jean-Louis Haquette) Lectures françaises et allemandes du XVIIIe siècle = Deutsch-französische Interpretationen des 18. Jahrhunderts. Actes du colloque interdisciplinaire tenu à l'Université de Reims Champagne-Ardenne (Reims, octobre 1997), Bonn 2000
- (Hrsg. mit Béatrice Dumiche und Gilles Rouet) Europa der Regionen. Euregio Maas-Rhein = L'Europe des régions. Région Champagne-Ardenne. Akten des Interdisziplinären Kolloquiums der Universitäten Aachen und Reims (Aachen, Dezember 1997), Bonn 2002
- (Mitwirkung) Altfranzösisches Wörterbuch. 11. Bd., U-Z. Adolf Toblers nachgelassene Materialien bearbeitet und hrsg. von Erhard Lommatzsch; weitergeführt von Hans Helmut Christmann, vollendet von Richard Baum und Willi Hirdt; unter Mitwirkung von Brigitte Frey und Franz Lebsanft, Stuttgart 2002
- (Hrsg. mit António Dinis) Lusophonie in Geschichte und Gegenwart. Festschrift für Helmut Siepmann zum 65. Geburtstag, Bonn 2003
- (Hrsg. mit Anne Neuschäfer) L'Italia si presenta, Italien stellt sich vor. Landes- und kulturkundliche Aspekte des gegenwärtigen Italiens, Bonn 2003
- Altfranzösisches Wörterbuch. 12. Bd., Gesamtliteraturverzeichnis und Geschichte des Wörterbuchs. 93. und 94. Lieferung, Wiesbaden 2008–2018
- (mit Maria Lieber, unter Mitarbeit von Jutta Robens und Josephine Klingebeil): Italienisch – die Erfindung Dantes. Die Grundlegung der ersten Schrifttumsgemeinschaft Europas. Tübingen: Stauffenburg 2022. (Romanica et Comparatistica, Bd. 39)
- (mit Wolfgang Hillen, unter Mitarbeit von Jutta Robens) Romania und Latinitas. Die Entstehung romanischer Schrifttumsgemeinschaften. Bonn: Romanistischer Verlag 2023. (Abhandlungen zur Sprache und Literatur, Bd. 200)